# San Jerónimo (distrito de Luya)
San Jeronimo é um distrito peruano localizado na Província de Luya, departamento Amazonas. Sua capital é a cidade de Paclas.

## Transporte
O distrito de San Jeronimo é servido pela seguinte rodovia:
- AM-108, que liga o distrito de Lonya Chico à cidade de San Jeronimo[2][3][4]